# Malaguti
Pour les articles homonymes, voir Malaguti (homonymie).
Malaguti est une société de fabrication de scooters et motos italienne créée en 1930 à Bologne par Antonio Malaguti comme magasin de bicyclettes, puis comme fabricant. Depuis sa fondation, elle a conservé le caractère d'une entreprise familiale. En 2008, la société est toujours dirigée par les petits-enfants du fondateur. Le siège est à San Lazzaro di Savena et l'usine de montage à Castel San Pietro Terme, deux localités dans la province de Bologne.

## Historique
Contrairement à leurs voisins Ducati, les ateliers Malaguti n'ont pas été endommagés par les bombardements lors de la Seconde Guerre mondiale. En sus de la production de bicyclettes, Malaguti diversifie sa production dans les machines à laver et autres fabrications de produits portant son nom.
La production de deux-roues motorisés a débuté au milieu des années 1950 avec le Mosquito, un cyclomoteur économique comprenant un cadre de vélo et un moteur deux-temps.
Malaguti va produire des motocyclettes équipées de moteurs 2-temps de 50 cm3, d'abord pourvues d'un moteur allemand à deux vitesses puis de moteurs Franco Morini à la boîte de vitesses à trois, puis quatre, puis cinq rapports. Cette production à l'allure jeune comprend des modèles de type « ville », comme le Fifty en 1974, et des modèles plus sportifs de type « route » (ou « vitesse ») et « cross », elle durera jusqu'à la fin des années 1970. Comme les autres constructeurs, Malaguti s'orientera ensuite plutôt dans la production de scooters.
En 1994, a été présenté le modèle Phantom, dont les ventes ont continué pendant treize ans, se terminant à la fin de 2007 alors qu'il est remplacé par le nouveau R.
Pendant de nombreuses années, se sont établies des relations étroites avec l'entreprise automobile allemande Sachs et avec Yamaha pour la fourniture de moteurs destinés aux scooters de la marque.
Durant les 75 dernières années, Malaguti a fabriqué plus de deux millions de motocyclettes de 50 à 500 cm3. La production actuelle des cyclomoteurs se fait sur le site de production Minarelli. La synergie de nombreuses années entre Ducati et Malaguti a permis à cette dernière de concevoir et produire des répliques de marque Ducati Corse.
Parmi les modèles les plus récents de la production, il y a un retour à la production de motocyclettes 125 cm3 de design « classique », tel le modèle Drakon.

## Compétition
En 2003, Malaguti a pris part à des courses du championnat du monde de vitesse moto en catégorie 125 cm3 avec différents pilotes tels que Gabor Talmacsi et Tomoyoshi Koyama, mais sans résultats significatifs. La marque s'est retirée à la fin de la saison 2006.